# Lina Brockdorff
Lina Brockdorff (n. 1930, Senglea⁠(d), Port Region (Port)⁠(d), Malta) este o scriitoare, dramaturgă și crainic radio din Malta.   

## Tinerețe
Brockdorff s-a născut în L-Isla sau Senglea⁠(d), părinții ei fiind Patrick și Mary Mahoney în 1930. Viața ei timpurie a fost marcată de izbucnirea celui de-Al Doilea Război Mondial, când Brockforff avea vârsta de nouă ani. Familia ei s-a mutat de mai multe ori pe parcursul războiului, trăind în diferite localități precum Vittoriosa⁠(d), Sliema, Dingli⁠(d) și Rabat⁠(d).

## Educație
Educația timpurie a lui Brockdorff a fost întreruptă de izbucnirea războiului, dar când războiul s-a terminat, s-a întors la școală la insistențele tatălui ei. Ea a vrut să urmeze o carieră medicală, dar familia ei nu și-a putut permite să o trimită la universitate și a înscris-o la un curs de formare pentru profesori fără a o informa. Și-a reluat studiile mai târziu în viață, când s-a înscris la un curs introductiv în teologie de un an în 1991, urmat de un curs de licență de cinci ani. În cele din urmă, a obținut o diplomă de master în teologie și științe umaniste în 2002, la vârsta de 72 de ani.

## Carieră
Cariera didactică a lui Brockdorff a început la o școală primară de stat, dar ea a încetat să predea pentru a-și crește cei patru copii. În acest timp, ea s-a concentrat asupra scrisului ei. Mai târziu și-a continuat cariera la Colegiul St Aloysius ca profesoară de limba engleză. Ea a fost membru al consiliului Academiei Malteze (Akkademja tal-Malti⁠(d)) între 2004 și 2005 și a rămas membru al academiei. Ea a fost, de asemenea, președinte al Asociației Literare Malteze (Għaqda Letterarja Maltija) timp de opt ani și este membră a Asociației Poeților Maltezi (Għaqda Poeti Maltin).

## Scrieri
Brockdorff a început să scrie la vârsta de 17 ani, în timp ce urma cursurile colegiului de formare a profesorilor, unde savantul Ġużè Aquilina își încuraja studenții să scrie povestiri sau eseuri pentru a fi transmise la radio. Ea a fost extrem de prolifică de-a lungul deceniilor următoare, scriind și producând mai multe programe care au fost difuzate pe Rediffusion⁠(d) în anii 1950 și 1960, inclusiv Ħlieqa Bejnietna (Creaturi printre noi), Quddiem il-Mera (În fața oglinzii), Nofs Siegħa Flimkien (Jumătate de oră împreună) și Magie în bucătărie.
Ea a scris mai multe piese de teatru radiofonic, inclusiv Il-Fqajjar t'Assisi (Săracii din Assisi). Unele dintre lucrările ei au fost difuzate și la postul de radio australian.
De-a lungul carierei, a scris șase antologii, douăsprezece romane și peste 340 de nuvele. Ea a scris, de asemenea, o autobiografie despre experiența ei în cel de-al Doilea Război Mondial numită Sireni u Serenati (Serenade în mijlocul sirenelor), care a fost distinsă cu un premiu pentru cel mai bun roman - non-ficțiune de către Consiliul Național al Cărții din Malta în 2004. De asemenea, a fost dramatizată și difuzată ulterior pe diferite posturi de radio. A primit medalia de aur Omagiul Academiei Malteze (Ġieħ l-Akkademja tal-Malti).